# L'uomo a cavallo
L'uomo a cavallo è un romanzo dello scrittore e saggista francese Drieu La Rochelle pubblicato nel 1943 da Gallimard.

## Trama
Nella Bolivia della metà del 1800, si incontrano il giovane tenente di cavalleria Jaime Torrijos, un musicante ex seminarista, don Felipe, una puttana danzatrice, Conchita, e una nobile, Camilla Bustamente. 
L'essere di Drieu si divide tra Jaime e il narrante don Felipe. In Jaime, l'uomo d'azione, emerge la passione per le donne, o meglio per le puttane, perché tutte le donne lo sono nella loro natura e si possono amare solo in quanto tali, così che il tradimento da parte loro e l'abbandono dell'uomo possano consumarsi in una ripetuta e inarrestabile pantomima di odio e amore ed è così che alla fine la puttana e la nobile sono sullo stesso piano. Don Felipe l'osservatore attento, affascinato dall'uomo di azione, cioè dall'idea stessa di azione.
Avviene l’ascesa al potere di Jaime, con la destituzione di Benito Ramirez.
Le congiure del gesuita padre Florida e del massone Belmez, che fomentano una rivolta di contadini contro Jaime, appartengono a quell'idea che Drieu ha in sé di queste due categorie anche nella Francia dell'immediato anteguerra, che cercano di minare la società.
Il racconto è dominato dall'atteggiarsi delle due donne rivali che, all'apparenza agli antipodi, si rivelano uguali nel volgere dell'azione: l'una che continua a darsi nel corpo a tutti, un po' per vendetta un po' per piacere, l'altra, che pure tradisce nel corpo, diviene anche complice della cospirazione per annientare l'amante che ha conquistato il potere. La resa dei conti finale non ha nulla di tragico se non l'ineluttabilità del ripetersi degli eventi. 
Il sacrificio del cavallo, il focoso destriero di Jaime, che viene ucciso e bruciato sulle rive del lago Titicaca, simbolo dell'America del sud, è il sacrificio degli ideali che sempre sono sconfitti dalla miseria umana. Così Jaime lascia il potere per avviarsi a piedi verso l'Amazzonia, il punto più primitivo, sconosciuto e vergine di quel territorio, alla ricerca delle origini e, forse, di nuovi ideali per nuove battaglie dal risultato incerto e mai definitivo.

## Edizioni
- Drieu La Rochelle, L'uomo a cavallo, traduzione di Tiberio Massimo, Venezia, Il Sigillo, 1978,  p. 237.
- Drieu La Rochelle, L'uomo a cavallo, a cura di Massimo Cescon, introduzione di Franco Cordelli, traduzione di Angelo Fiocchi, Parma-Milano, Guanda, 1980,  p. 173.
- Drieu La Rochelle, L'uomo a cavallo, traduzione di Tiberio Massimo, , Edizioni di AR, 2014,  p. 244.